# Callenberg
Callenberg  est une commune de Saxe (Allemagne), située dans l'arrondissement de Zwickau, dans le district de Chemnitz.
- Lettre d'immatriculation : Z
- Population : 5 377 habitants en décembre 2010.

## Industrie minière

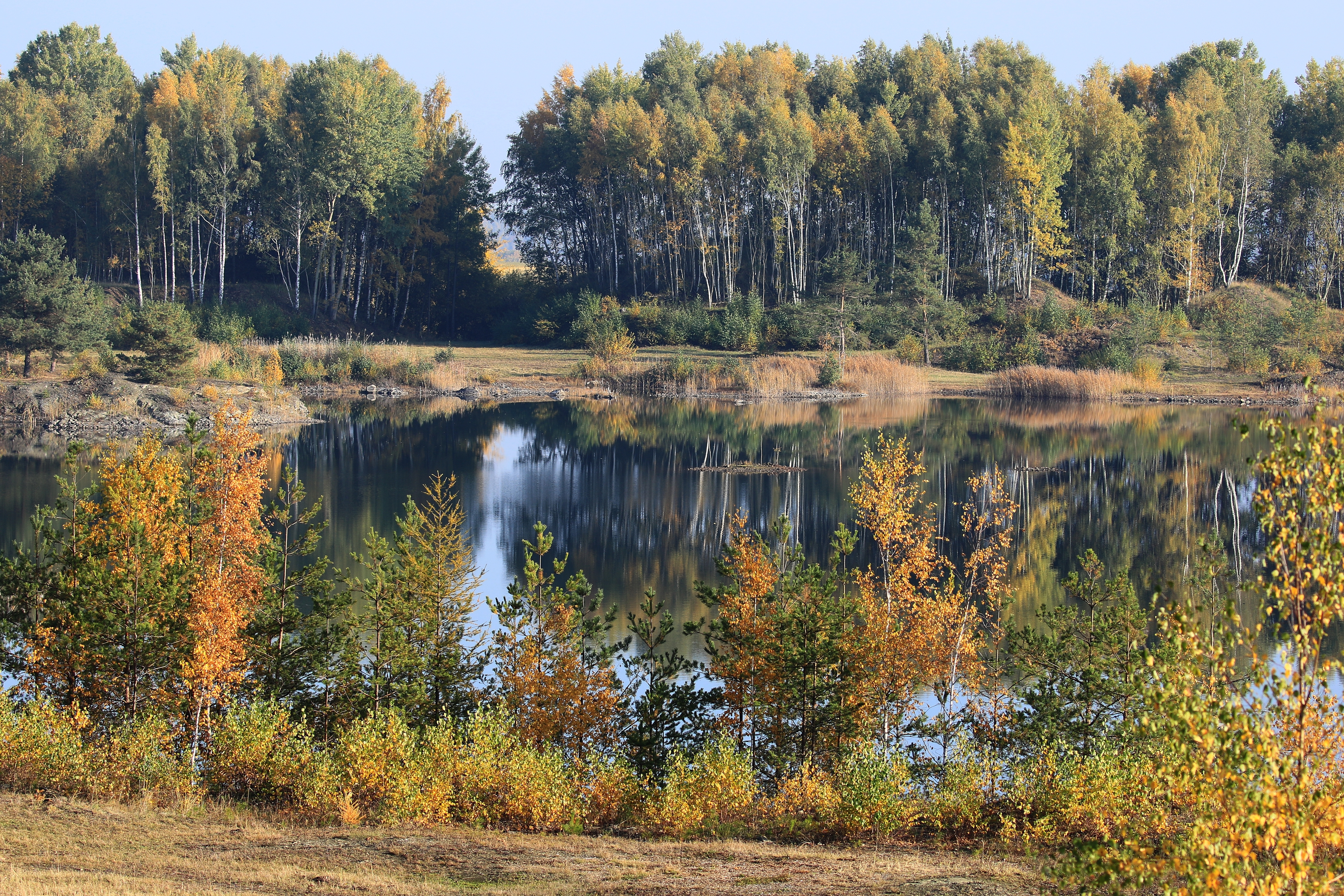
Une des anciennes mines à ciel ouvert près de Callenberg.

Le plus grand gisement de minerai de nickel d'Europe centrale est situé près du Callenberg. Des minerais sont déjà exploités au XIVe siècle, et depuis le XVIIe siècle, la pierre de fer et de nickel est exploitée dans l'Oberwald.  L'exploitation minière s'est arrêtée au XVIIIe siècle. Après la Première Guerre mondiale, une nouvelle exploitation est prévue, mais ne commence pas. Lorsque l'entreprise Wismut cherche des minerais d'uranium après la Seconde Guerre mondiale, un important gisement de nickel est découvert à la place. Il est exploité depuis les années 1950 dans des mines à ciel ouvert et est traité dans la fonderie de nickel de St. Egidien où le minerai est transporté par un chemin de fer industriel à voie étroite. On y trouvait aussi du crocoïte, un minerai de plomb. L’exploitation minière cesse en 1990.